# Chemical Reviews
Chemical Reviews (abreviatura Chem. Rev.), és la més important revista científica dedicada a la química en general, publicada des de l'abril del 1924. El seu factor d'impacte és el més alt de les revistes de química, 46,568, el 2014, i rebé aquest any 124 463 citacions. És una revista de la Societat Química Americana que té per objectius proporcionar exàmens exhaustius, amb autoritat, crítics i llegibles, d'importants investigacions recents en la química orgànica, inorgànica, física, analítica, teòrica i biològica. Review significa revisió, anàlisi, examen.